# Chirotica terebrator
Chirotica terebrator är en stekelart som beskrevs av Horstmann 1983. Chirotica terebrator ingår i släktet Chirotica och familjen brokparasitsteklar. Inga underarter finns listade i Catalogue of Life.